# Michel Lemay
Pour les articles homonymes, voir Lemay.
Michel Lemay, né en 1931 et mort le 16 juin 2022 à l'âge de 91 ans, est un pédopsychiatre français et professeur émérite de psychiatrie de l'enfant et de l'adolescent à la faculté de médecine de l’Université de Montréal.

## Biographie
Docteur ès lettres, il a exercé comme pédopsychiatre au centre hospitalier universitaire mère-enfant (hôpital Sainte-Justine) à Montréal dont il a dirigé la clinique de l'autisme et des troubles envahissants du développement.
Auparavant, il a été éducateur spécialisé en Bretagne, directeur des études à l’école d’éducateurs spécialisés de Rennes (1969-1973) et médecin-chef du CMPP de Rennes.

### Ouvrages
- Les Psychoses infantiles, tomes 1 et 2, Paris, Fleurus, 1987  (ISBN 2215010339)
- J'ai mal à ma mère, 1979, rééd. Fleurus, 1993,  (ISBN 221500309X),
- De l'éducation spécialisée, avec Maurice Capul, Érès, 1996  (ISBN 2865863980)
- L'Autisme aujourd'hui, Paris, Odile Jacob, 2004  (ISBN 2738113931)
- Les Groupes de jeunes inadaptés. Rôle du jeune meneur, Paris, PUF, 1968  (ISBN 2130340067)
- Psychopathologie juvénile, Paris, Fleurus, 1973  (ISBN 2215011270)
- L'Éclosion psychique de l'être humain, Paris, Fleurus, 1983  (ISBN 2215006102)
- Famille, qu'apportes-tu à l'enfant ?, Montréal, Hôpital Sainte-Justine, 2001  (ISBN 2922770117)
- Forces et souffrances psychiques de l’enfant, Toulouse, Érès, 2014  (ISBN 9782749240626)